# 桑名義晴
桑名 義晴（くわな よしはる、1947年 - ）は、日本の経営学者。桜美林大学名誉教授。専門は国際経営論、経営戦略論。

## 来歴
1970年 駒澤大学経済学部商学科卒業。1977年 駒澤大学大学院商学研究科商学専攻博士課程単位取得満期退学。1973年 富士短期大学経営学科専任講師、1981年 同 助教授・准教授、1990年 同 教授に就任。1991年 千葉商科大学商経学部助教授・准教授、1993年 同 教授。2004年 経営学科長、2006年 同 大学院商学研究科委員長。2008年 桜美林大学経済・経営学系、大学院国際学研究科博士課程前期課程 教授、経済・経営学系 学系長（2011.4～2015.3）を務める
米国フロリダ大学経営学部研究員（1994.8～1995.2）、英国レディング大学経営学部客員研究員（2001.4～2002.3）、専修大学・早稲田大学・立教大学・明治大学などで非常勤講師、 千葉商科大学客員教授、早稲田大学トランスナショナルHRM研究所 招聘研究員。
社団法人世界経済研究協会理事、国際ビジネス研究学会 常任理事、消費者金融サービス研究学会 理事、異文化経営学会理事、パーソナルファイナンス学会会長、日本経済学会連合評議員を歴任。
著書に「国際ビジネス - 図説ガイドブック」「理論とケースで学ぶ国際ビジネス(第4版) 」（編著）など。

## 著書
- 「CiNii>桑名義晴」を参照
- 「国立国会図書館サーチ」を参照
- 「researchmap.jp」を参照